# 位北原
位北原（1921年—），男，山东黄县人，中国演员，广州话剧团演员，中国电视剧飞天奖优秀男演员。